# The Legacy (låt)
"The Legacy" är den fjärde singeln av det amerikanska rockbandet Black Veil Brides och den andra singeln från deras andra album Set the World on Fire.
Låten läckte ut på Youtube den 29 maj från en radiostation online. Det är även deras första singel att ta sig in på topplistorna, då den nådde plats 28 på Billboards Hot Mainstream Rock Tracks-lista. Låten handlar om att bandet lämnar ett arv som kommer att förändra världen. Sångaren Andy Biersack sa så här om låten: 
| ” | Alla vill lämna någonting bakom sig i livet. Den här låten handlar om när vi först började turnera tillsammans som ett band och kärleken och hängivenheten vi har mottagit från BVB Army. Tillsammans har vi skapat någonting fantastiskt. Det här kommer att bli det vi lämnar efter oss. | „ |

## Låtlista
| Nr | Titel      | Längd |
| -- | ---------- | ----- |
| 1. | The Legacy | 4:40  |

## Musikvideo
En musikvideo till låten släpptes på Youtube den 30 maj 2011 regisserad av Patrick Fogarty, som även regisserade musikvideorna för "Knives and Pens," "Perfect Weapon" och "Rebel Love Song". I videon spelar bandet låten på en skrottipp, medan det skjuts eld från rören bakom dem. Musikvideon till "The Legacy" släpptes på Itunes kort efter att den haft premiär på Youtube. "The Legacy" medverkade även på CSI: NY-avsnittet "Clean Sweep", som visades i USA den 6 januari och i Storbritannien den 31 mars 2011.

## Personal
Black Veil Brides
- Andy Biersack – sång
- Jake Pitts – sologitarr
- Jinxx – kompgitarr, bakgrundssång
- Ashley Purdy – elbas, bakgrundssång
- Christian "CC" Coma – trummor

Produktion
- Patrick Fogarty - regissör